# Mette Julin
Mette Julin (22. maj 1975) er en dansk forfatter, der debuterede i 2010 med bogen Sandheder & Løgne.
Mette er født og opvokset på Amager. I 2004 begyndte hun at skrive på debutromanen.
Mette Julin har indtil videre fået udgivet tre bøger på forlaget Tellerup. Det er romanerne Sandheder & Løgne (2010) og fortsættelsen Flere sandheder & Løgne (2011), der begge er socialrealistiske bøger, der specielt henvender sig til piger i alderen 13-18, samt Ulvetid (2014), en gyser, der henvender sig til drenge i alderen 12-15 år. I november 2021 udkommer romanen Érotique - Udvælgelsen.
Hun bidrager dog også med en novelle i gysergenren i bøgerne Historier til Drenge, der er antologier, hvor fællesnævneren for alle novellerne er, at de hver især har været bidrag til Drengelitteraturprisen 2012 og 2013. Derudover udkom novellen Eventyr i Paris i 2021 ved Foxy, der hører ind under forlaget Tellerup.